# Балада за Нараяма
Балада за Нараяма (楢山節考) е японски игрален филм от 1983 година. Направен е по романа на Шикиро Фуказава от 1956 година „Мъжът от Тохоку“.
Действието на филма се развива в малко японско село, изолирано от останалия свят поради местонахождението си, жителите на което водят почти първобитен начин на живот. Сезоните се менят, всичко замира през зимата, но и природата, и хората се възраждат отново през пролетта. Земята не е плодородна, не може да изхранва всички и много от хората гладуват. Само на най-големия син в едно семейство е разрешено да се жени. Останалите трябва да останат работници. Девойките се продават или разменят за сол. Крадците ги заравят живи.
В селото съществува обичай, който има силата на закон, според който когато възрастен човек навърщи 70 години, най-възрастният син трябва да го занесе на върха на планината, където да умре от глад и жажда. Главната героиня на филма Орин наближава тази възраст и се готви за пътешествието. Но тя е пълна със сили, има всичките си зъби и нейният син я обича силно, поради което не иска да спази обичая. Все пак накрая той трябва да се подчини на закона.